# Coppock
Coppock est une ville des comtés de Henry , Jefferson et Washington, en Iowa, aux États-Unis. Elle est incorporée le 24 août 1901.

## Source de la traduction
- (en) Cet article est partiellement ou en totalité issu de l’article de Wikipédia en anglais intitulé « Coppock, Iowa » (voir la liste des auteurs).